# Fred Essler
Fred Essler, geboren als Friedrich Eduard Josef Eßler, (* 13. Februar 1895 in Wien, Österreich-Ungarn; † 17. Januar 1973 in Woodland Hills, Kalifornien, Vereinigte Staaten) war ein österreichisch-amerikanischer Bühnen- und Filmschauspieler sowie Theaterregisseur.

## Leben und Wirken
Fritz Eßler begann gleich nach dem Ersten Weltkrieg, 1919, seine Theaterlaufbahn im oberschlesischen Kattowitz. Seine folgenden Bühnenstationen waren das Deutsche Theater in Berlin (wo er allerdings nur eine Spielzeit blieb), das Thalia-Theater und die Kammerspiele in Hamburg (beide in den Jahren 1921 bis 1925), die Vereinigten Theater von Breslau, wo Eßler in der Spielzeit 1925/26 auch als Regisseur wirkte, und die Vereinigten Stadttheater Duisburg-Bochum. Von 1928 bis 1937 gehörte Fritz Eßler dem Zürcher Schauspielhaus an. Hier wirkte der gebürtige Wiener in einer Fülle von Stücken mit und zeichnete bei rund 50 Inszenierungen, überwiegend Komödien und Lustspiele, auch als Regisseur verantwortlich. Eßlers Regiearbeiten umfassen die Stücke Arm wie eine Kirchenmaus (Ladislaus Fodor), Professor Bernhardi (Arthur Schnitzler), Intimitäten (Noel Coward), Regen (Somerset Maugham), Candida (George Bernard Shaw) und Das Mädchen im Schatten (Walter Ellis). Als Schauspieler sah man Eßler sowohl in ernst als auch in lustigen Stücken, sein Rollenrepertoire speiste sich aus so unterschiedlichen Werken wie Professor Mamlock (Friedrich Wolf), Hin und her (Ödon von Horvath), Arthur Aronymus und seine Väter (Else Lasker-Schüler) und Der eingebildete Kranke (Molière). In diesen neun Jahren arbeitete Fritz Eßler mehrfach mit dem Starregisseur Leopold Lindtberg zusammen. Nach dem Ende seiner Zürcher Zeit kehrte Eßler in seine österreichische Heimat zurück.
Hier wurde er im März 1938 vom Anschluss überrascht. Als Jude fortan vom Spielbetrieb ausgeschlossen, verließ Eßler das Land und reiste nach Rotterdam, um sich von dort nach Nordamerika einzuschiffen. Am 9. Oktober 1938 traf er in New York an und beantragte zwei Monate später die US-amerikanische Staatsbürgerschaft. Anfänglich hatte Fritz Eßler, der sich nunmehr Fred Essler nannte, mit großen Schwierigkeiten zu kämpfen. Er trat zunächst nahezu ausschließlich in Emigrantenaufführungen auf, etwa in der von der Refugee Artists Group auf die Beine gestellten Revue From Vienna (Juni bis August 1939), und schloss sich Ernst Lothars Österreichischer Bühne in New York an. Bis November 1942 wirkte er in New York in diversen Stücken zumeist deutschsprachiger Autoren mit, darunter Anton Wildgans, Arthur Schnitzler, Bruno Granichstaedten und Bruno Frank. Anschließend ging Fred Essler nach Hollywood, wo er in den kommenden zwei Jahrzehnten, beginnend mit Kleinstauftritten schurkischer Nazis in Warner Bros.-Propagandaproduktionen, mit Nebenrollen in einer großen Anzahl von Kino- bzw. seit Beginn der 1950er Jahre auch Fernsehfilmen auftrat. Mitte der 1960er Jahre beendete Essler sämtliche schauspielerische Aktivitäten.

## Filmografie
- 1942: Botschafter in Moskau (Mission to Moscow)
- 1942: Auch Henker sterben (Hangmen Also Die)
- 1943: Wintertime
- 1943: The Cross of Lorraine
- 1943: Das Lied von Bernadette (The Song of Bernadette)
- 1943: Fahrkarte nach Marseille (Passage to Marseilles)
- 1944: Up in Arms
- 1944: Address Unknown
- 1944: Die Maske des Dimitrios (The Mask of Dimitrios)
- 1944: Spiel mit dem Schicksal (Saratoga Trunk)
- 1945: Hotel Berlin
- 1945: Skandal bei Hofe (A Royal Scandal)
- 1945: Die tollkühnen Abenteuer des Captain Eddie (Captain Eddie)
- 1945: What Next, Corporal Hargrove?
- 1945: Straße der Versuchung (Scarlet Street)
- 1946: One More Tomorrow
- 1946: Temptation
- 1946: Clara Schumanns große Liebe (Song of Love)
- 1947: Riffraff
- 1947: Messenger of Peace
- 1948: Jedes Mädchen müßte heiraten (Every Girl Should be Married)
- 1950: Südsee-Vagabunden (South Sea Sinner)
- 1950: Unser Admiral ist eine Lady (The Admiral Was a Lady)
- 1950: Hölle am weißen Turm (The White Tower)
- 1950: Der Fischer von Louisiana (The Toast of New Orleans)
- 1951: Der Mordprozeß O’Hara (The People Against O’Hara)
- 1952: Faustrecht in Minnesota (Woman of the North Country)
- 1953: Houdini, der König des Varieté (Houdini)
- 1954: Alt Heidelberg (The Student Prince)
- 1954: Athena
- 1955: Die Eroberung des Weltalls (Conquest of Space)
- 1955: Das Mädchen auf der Samtschaukel (The Girl on the Velvet Swing)
- 1956: Die Benny Goodman Story (The Benny Goodman Story)
- 1956: Hot Rod Girl
- 1957: Mein Revolver war schneller (My Gun is Quick)
- 1957: Mein Mann Gottfried (My Man Godfrey)
- 1957: Fräulein (Fraulein)
- 1958: Ein Mann in den besten Jahren (Ten North Frederick)
- 1960: Café Europa (G.I. Blues)
- 1963: Goldgräber-Molly (The Unsinkable Molly Brown)
- 1964: Goldfalle (The Money Trap)